# Нулевой уровень выбросов

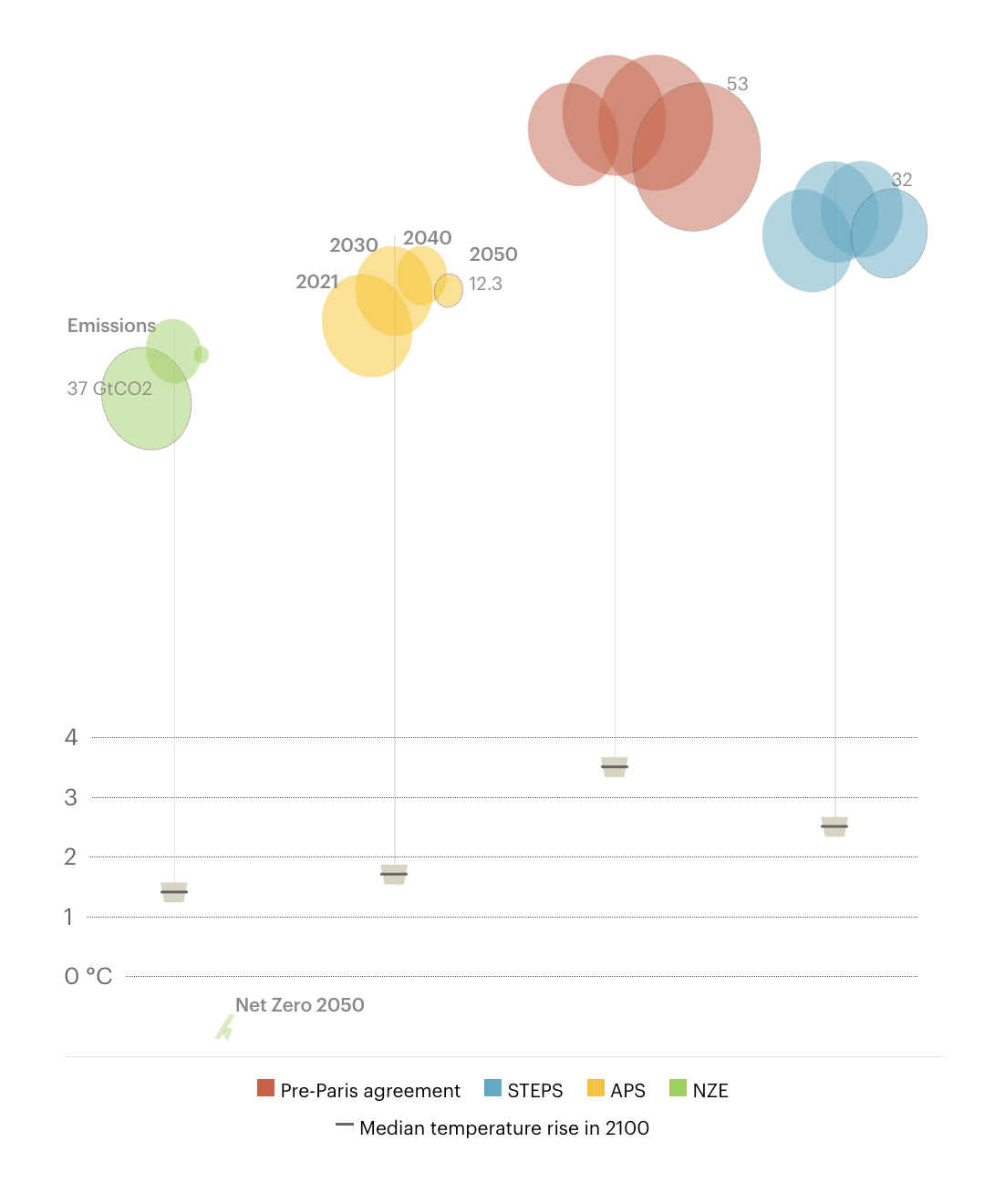
Оценка глобального потепления к 2100 году в соответствии с различными сценариями: Зелёный сценарий МЭА со снижением глобальных энергетических эмиссий к «чистому нулю» к 2050-му году позволит удержать глобальное потепление в рамках 1,5 °C. Жёлтый: «чистый ноль» и другие обязательства по снижению эмиссий приведут к 1,7 °C. Голубым обозначен сценарий с исходными данными на 2022 год, когда многие климатические обещания не подкреплены реальными действиями, при нём прогнозируемое потепление к 2050-му году составит 2,5 °C. Красным отмечен сценарий до принятия Парижского соглашения, тогда к 2050-му глобальная температура выросла бы на 3,5 °C.

Чистые нулевые выбросы («чистый ноль», англ. англ. net zero) — это состояние, при котором антропогенные остаточные выбросы всех парниковых газов уравновешиваются антропогенной абсорбцией. «Чистый ноль» является одним из сценариев достижения целей Парижского соглашения и удержания глобального потепления от доиндустриального уровня в рамках 1,5 °C.
В речи и литературе понятия нулевых выбросов и углеродной нейтральности часто используются как синонимы, однако между ними есть разница: стандарты сертификации углеродной нейтральности допускают значительную компенсацию выбросов углерода через квоты и иные проекты, в то время как стандарты «чистого ноля» требуют сокращения выбросов до >90 %, а затем компенсации лишь оставшихся <10 %.
Достичь глобальных чистых нулевых выбросов можно только с помощью ряда мер, из которых одной из важнейших является переход от использования ископаемого топлива на устойчивые источники энергии.
В последние годы нулевые выбросы являются основной рамкой климатических амбиций для государств и компаний: более 140 стран заявили о цели достичь нулевых выбросов, даже те, которые в последние несколько десятилетий отрицали необходимость активных действий по сдерживанию глобального изменения климата.
Заявления о нулевых выбросах, которые делают компании и государства, очень сильно различаются по степени достоверности, большинство из них не имеет под собой существенных оснований. Хотя глобально число заявленных обязательств по достижению нулевых выбросов растёт, всего 7 % из них реально осуществимы. Эксперты связывают такой низкий уровень с отсутствием обязательного регулирования, а также с высокой стоимостью разработки новых технологий и необходимости масштабных инвестиций, без которых декарбонизация невозможна.

## Определение
Международная организация по стандартизации определяет «чистый ноль» как «состояние, при котором антропогенные остаточные выбросы парниковых газов (ПГ) уравновешиваются антропогенной абсорбцией за определённый период и в определённых границах». Амбиции «чистого ноля» шире целей углеродной нейтральности — в них учитываются выбросы всех парниковых газов, включая метан (CH4), закись азота (N2O) и других гидрофторуглеродов, которые обладают более сильной способностью поглощать инфракрасное излучение, чем углекислый газ (CO2). Под углеродной нейтральностью понимается то, что компания или государство удаляют из атмосферы столько же CO2, сколько в неё выделяют. Под «чистым нулём» то же самое подразумевается относительно выбросов всех парниковых газов. У этих концепций различно и отношение к выбросам в целом — принцип углеродной нейтральности предполагает компенсацию эмиссий с помощью различных проектов предотвращения выбросов ПГ и снижения их объёма, тогда как «чистый ноль» требует обязательного сокращения эмиссий всех ПГ и подразумевает балансирование остаточных выбросов за счёт природных экосистем. Тем не менее, в дискуссиях об изменении климата термины «чистый ноль», «углеродная нейтральность» и «климатическая нейтральность» часто ошибочно используются как синонимы. Например, даже национальная стратегия Франции использует термин «углеродная нейтральность» говоря об эмиссиях всех парниковых газов.

## История и научное обоснование
Идея «чистого ноля» возникла в результате проведённых в конце 2000-х годов исследований того, как атмосфера, океаны и углеродный цикл реагируют на выбросы CO2. Эти исследования показали, что глобальное потепление прекратится только в случае, если выбросы диоксида углерода будут сокращены до «чистого ноля». «Чистый ноль» был принят как одна из основ Парижского соглашения. Термин «чистый ноль» приобрел популярность после того, как в 2018 году МГЭИК опубликовала Специальный доклад о глобальном потеплении на 1,5 °C (SR15). В этом докладе говорилось, что достижение и поддержание «чистого ноля» глобальных антропогенных выбросов CO2 и снижение чистого радиационного воздействия, не связанного с CO2, с высокой степенью вероятности на временном отрезке в несколько десятилетий стабилизирует тепловой баланс Земли и остановит антропогенное глобальное потепление.
Достичь нулевого уровня выбросов только для CO2 можно быстрее, чем CO2 совместно с другими парниковыми газами — оксидом азота (I), фторированными газами и метаном. Их эмиссии труднее снизить, так как, например, метан сопутствует сельскохозяйственной деятельности, поэтому расчёты климатических моделей показывают больший срок достижения «чистого ноля» для этих газов. С одной стороны, относительно короткоживущие газы, вроде метана, не скапливаются в климатической системе так же, как CO2, поэтому для борьбы с глобальным потеплением нет необходимости сокращать их до нуля. Однако эти газы активны, в краткосрочной перспективе будут способствовать резкому росту общемировой температуры выше порога в 1,5 °C, поэтому глобальная климатическая цель по сокращению выбросов до нуля должна включать все парниковые газы. Сокращение выбросов короткоживущих газов приводит к немедленному снижению радиационного воздействия.

## Реализация
В отношении обязательств и целей «чистого ноля» существуют как крупные субъекты (ими являются государства), так и меньшие: города, региональные правительства, коммерческие структуры и финансовые организации. Всем им рекомендуется отказаться от финансирования новых разработок ископаемого топлива, придерживаться строгих стандартов климатической политики и вести коммерческую активность так, чтобы не провоцировать обезлесение.
Согласно подсчётам проекта Net Zero tracker, цели «чистого ноля» на уровне стран в настоящее время охватывают 92 % мирового ВВП, 88 % выбросов и 89 % населения планеты. О стремлении достичь нулевых выбросов заявляют 65 % из крупнейших публично торгуемых компаний, из списка Fortune 500 — 63 %, почти 29 % компаний из стран-членов ЕС уже её достигли или близки к достижению. Этот охват неодинаков и может зависеть как от государственного регулирования, так и отраслей, а также от добровольных намерений конкретных компаний. Например, подверженность компаний рискам, связанным с изменением климата, и понимание реальности этой проблемы стимулирует многих двигаться к целям «чистого ноля».
Некоторые государства уже достигли «чистого ноля» или даже отрицательных эмиссий, среди них — Бутан, Коморские острова, Габон, Мадагаскар, Панама, Суринам и Ниуэ. Коста-Рика получает бо́льшую часть своей энергии из возобновляемых источников и ведёт проекты по восстановлению лесов. В 2007 году правительство этого государства объявило о намерении стать первой углеродно-нейтральной страной к 2020-му году, однако уже в 2019-м сроки были перенесены на 2050-й.
На июль 2023 года обязательства по достижению «чистого ноля» были закреплены в законодательствах 27 стран, а юридически обязательного требования к компаниям достичь «чистого ноля» не было ни в одном государстве (разработка ведётся в Швейцарии).

### Стандарты
С 2015 года растёт число компаний и государств, которые берут на себя обязательства по достижению «чистого ноля». Для интерпретации положений концепции и измерения прогресса было создано множество стандартов, степень строгости которых сильно разнится. Наиболее мягкие из них часто сталкиваются с критикой и обвинениями в гринвошинге. Самыми строгими являются стандарты ООН, Рамочной конвенции ООН, ИСО и Инициативы по научно обоснованным целевым показателям (SBTi).
Наиболее распространённой является группа стандартов Greenhouse Gas Protocol (GHG), разработанная Институтом мировых ресурсов и Всемирным советом по устойчивому развитию. В GHG входит набор руководств и инструментов для учёта, количественной оценки и управления выбросами парниковых газов. GHG разделяет все эмиссии парниковых газов на три уровня:
- Уровень 1 включает все прямые эмиссии парниковых газов из собственных или контролируемых компанией источников, возникающие при сгорании топлива и производственных процессах. К первому уровню относятся также фугитивные эмиссии[англ.], то есть контролируемые выбросы технологических газов на производствах и неконтролируемые утечки[20].
- Уровень 2 включает косвенные эмиссии парниковых газов — выбросы, которые возникают в результате производства потреблённой компанией электроэнергии, пара, тепла и холода (энергии для охлаждения). На 2010 год к ним относилась как минимум треть всех глобальных эмиссий[20].
- Уровень 3 включает иные косвенные выбросы, возникающие при логистике и транспортировке продукции, командировках сотрудников, утилизации возникающих отходов и т. д. На этот уровень приходится наибольшая часть всех глобальных эмиссий[21].

В зависимости от отрасли, у компаний различается распределение выбросов по этим уровням. Некоторые нефтяные компании отчитываются о «чистом ноле» на Уровнях 1 и 2, тогда как к Уровню 3 относятся от 70 до 90 % от всех производимых ими эмиссий.

## Методы

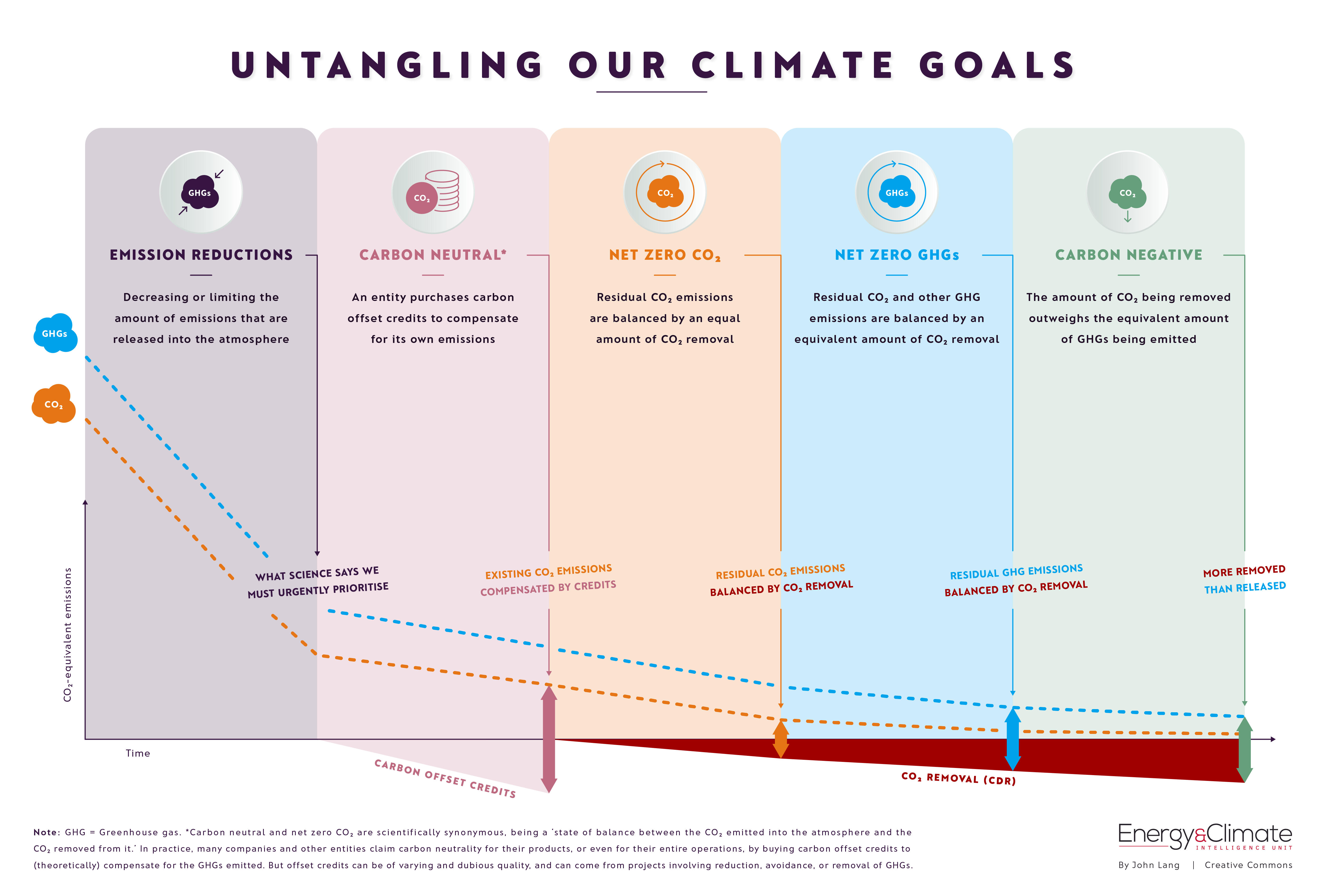
Разница между различными климатическими целями, слева направо: снижение эмиссий, углеродная нейтральность, «чистый ноль» по, «чистый ноль» по всем парниковым газам, углерод-отрицательный след

### Сокращение выбросов
Для соблюдения стандартов «чистого ноля» от субъектов требуется максимального снизить эмиссии парниковых газов, в том числе за счёт технологий улавливания CO2 непосредственно на источнике промышленных выбросов, а затем сбалансировать остаточные выбросы методами абсорбции и компенсации. Обычно для значимого снижения выбросов требуется переход на устойчивые источники энергии. Электрификация и её значительный рост во многих отраслях — в общественном транспорте, строительстве, промышленном секторе — является одним из важнейших путей к «чистому нолю». Есть расхождения в оценках минимально необходимой доли чистой электроэнергии в общем объёме потребляемой энергии: от 30 до 60 % к 2050 году. Однако консенсусным является мнение, что не менее 88 % этой энергии должно происходить из возобновляемых источников.
По технологическим причинам снижать остаточные выбросы часто не имеет практического смысла. Эксперты, однако, расходятся во мнении насчёт того, какой именно процент остаточных выбросов является допустимым. В большинстве руководств предлагается ограничиться небольшой долей от общего объёма выбросов, конкретный процент зависит от отрасли и географических особенностей. По оценке SBTi, остаточные выбросы в большинстве секторов должны составлять 5-10 % от базовых выбросов организации. В некоторых секторах с конкурентоспособными альтернативами, например в энергетике, этот показатель должен быть ещё ниже. Ожидается, что к 2050 году процент остаточных выбросов будет оставаться высоким в тяжёлой промышленности, где добиться снижения труднее и дороже всего.
БСИ и ИСО публикуют стандарты «углеродной нейтральности», которые допускают больше остаточных выбросов, чем нормативы «чистого ноля». Например, британский стандарт BSI PAS 2060 устанавливает углеродную нейтральность как краткосрочную цель, а «чистый ноль» — как долгосрочную.

### Удаление углерода из атмосферы и компенсация
Для достижения субъектом «чистого ноля» по эмиссиям диоксида углерода существуют два пути — самостоятельное удаление углерода из атмосферы, либо компенсация — для неё разработан механизм эмиссионных квот, средства от продажи которых направляются на проекты по удалению углерода, например, лесовосстановление.

#### Улавливание, утилизация и захоронение
МГЭИК и МЭА называют технологии улавливания, утилизации и захоронения углекислого газа (Carbon Capture, Utilization and Storage — CC(U)S) обязательной мерой глобальной декарбонизации, хотя в целом по миру они пока находятся на начальном этапе развития. CC(U)S включает комплекс технологий, которые позволяют уловить CO2, выделяемый крупными промышленными предприятиями, сжать и транспортировать в геологические хранилища для захоронения, либо направить на новое использование — например, для повышения нефтеотдачи в проектах CO2-EOR (Enhanced Oil Recovery). На 2023 год существенным недостатком CCS является высокая стоимость — сейчас для условно «дорогих» отраслей, таких как сталелитейное и цементное производство, затраты на секвестрацию составляют до 199 и 194 долларов США на одну тонну CO2, соответственно. Однако развитие технологий и накопление опыта позволяют постепенно снижать эту стоимость, уже к 2025 году прогнозируется её уменьшение на 50 %.
По прогнозу МЭА, к 2050 году CCS должен составить 18 % от общего объёма мер декарбонизации. На 2022 год в мире действовало 29 проектов CCS, 14 из них — с последующим использованием (CC(U)S). Их суммарная мощность составляет, по разным оценкам, 40-50 Мт CO2 в год, с учётом проектов на стадии разработки — 149,3 Мт CO2 в год. По расчётам Глобального института CCS (Global CCS Institute), для достижения глобальной декарбонизации к 2050 году потребуется более чем стократный рост масштабов секвестрации CO2, общий мировой показатель должен будет составить 5 Гт/год, а в целом его индустрия должна будет стать соразмерной общемировой газовой промышленности. Сценарий МЭА Net Zero прогнозирует резкий рост числа проектов CCS к 2030 году и выход на мощность в 7,6 Гт к 2050 году. Аналитики компании BP допускают рост до 6 Гт, в то время как агентство IRENA — только 3,4 Гт.

#### Квоты и компенсация
Строгие стандарты «чистого ноля» ИСО и БСИ допускают только те компенсации, при которых ПГ удаляются из атмосферы и компенсируются по принципу like for like: то есть, что источник и поглотитель выбросов соответствуют друг другу по своему воздействию на глобальное потепление, а также по временным рамкам и долговечности хранения углерода. Например, в литосфере ископаемый углерод хранится тысячелетиями, если же его извлечь и сжечь, он входит в иной, короткий углеродный цикл и на столетия становится активен в нём. Принцип like for like гарантирует, например, что нефтяная компания не будет продолжать добывать ископаемое топливо и высвобождать CO2 из длинного углеродного цикла, «компенсируя» при этом свои выбросы посадкой деревьев и восстанавливая углеродный баланс в коротком цикле. Поэтому захваченный газ должен храниться на протяжении периода, равного времени жизни тех ПГ, которые балансируются в рамках квоты. Например, время жизни метана в атмосфере составляет около 12 лет, а углекислый газ сохраняется от 300 до 1000 лет. Соответственно, поглотители, балансирующие углекислый газ, должны действовать гораздо дольше, чем поглотители, балансирующие метан.
Углеродные кредиты также могут финансировать инициативы, направленные на предотвращение выбросов: повышение энергоэффективности или переход на возобновляемые источников энергии. Существуют также кредиты за предотвращённые выбросы — то есть те, которые снижают выбросы по сравнению с базовым уровнем или статус-кво. Они, однако, не дают фактического удаления углекислого газа, а в стандартах «углеродной нейтральности» ИСО и БСИ ещё и не обозначены сроки действия таких кредитов.
В целом механизм компенсации эмиссий подвергается критике сразу по нескольким направлениям. Трудно рассчитать точный объём секвестрированных газов и уровень снижения эмиссий, нормативное регулирование в этой области также остаётся весьма слабым. В результате формируются системы, которые не приводят к адекватной компенсации выбросов. Так, в отчёте Transnational Institute за 2007 год исследователь Кевин Смит сравнил углеродные квоты со средневековыми индульгенциями. По его словам, они позволяют компаниям «замолить за деньги свои климатические грехи» и продолжать вести бизнес, как обычно. Углеродные квоты также называют частью гринвошинга, например, к такому выводу пришла комиссия надзорного органа по контролю за рекламой в Нидерландах при анализе рекламы компании Shell. В ней говорилось, что за дополнительную плату при покупке топлива клиенты могут компенсировать выбросы углекислого газа при покупке топлива, проспонсировав таким образом проект лесовосстановления.
Проекты, направленные на компенсацию эмиссий, также часто становятся объектом критики. Например, лесовосстановление, если оно проводится методом высадки неэндемичных монокультурных пород, вредит биоразнообразию.

### Учёт
Для учёта эмиссий и прогресса по их сокращению каждая компания и организация должна выбрать определённый год и обозначить его как базовую точку отсчёта. Этот год должен быть репрезентативным для их типичного уровня выбросов парниковых газов. Компания должна обосновать выбор базового года и объяснить, как будет вестись учёт изменений. Финансовые учреждения также должны включать учёт эмиссий в свои портфели, в том числе касательно компаний, которые они финансируют или страхуют, либо в которые они инвестируют. Страны и регионы должны вести учёт эмиссий в пределах своих территорий, а также учитывать эмиссии потребления, то есть связанные с импортируемыми и потребляемыми продуктами и услугами. Длинные производственные цепочки современного глобального рынка делают эти расчёты особенно сложными, так как строгий контроль эмиссий нужен и на месте производства, и в точке потребления, и при логистике. Например, у электрических автомобилей в месте использования выбросы кажутся незначительными, однако производство самих машин требует значительного объёма добытого сырья и затрат энергии, которые должны быть учтены при расчёте эмиссий за жизненный цикл товара.

## Сроки
Общей рекомендацией является достижение «чистого ноля» к 2050 году. Для достижения этой долгосрочной цели требуются промежуточные, которые должны ставиться на временных отрезках от 1 до 5 лет. В рекомендациях ООН, а также стандартах ИСО и БСИ говорится, что глобальное снижение эмиссий на 50 % должно быть достигнуто к 2030 году. Конкретные объёмы и сроки различаются в зависимости от отрасли, для некоторых декарбонизация может быть достигнута легче и быстрее.
По расчётам Международного энергетического агентства, чтобы достичь нулевого уровня выбросов к 2050 году, уже к 2030-му глобальные инвестиции в низкоуглеродные заменители ископаемого топлива должны достичь 4 триллионов долларов США в год, а современный энергетический сектор требует полной перестройки.

## Достижимость
По оценке консалтинговой компании Wood Mackenzie, для достижения «чистого ноля» к 2050 году и удержания глобального потепления в рамках 1,5 ℃ требуются ежегодные инвестиции не меньше $2,7 трлн. Опубликованный в 2023 году совместный доклад экспертных групп из университета Северной Каролины, NewClimate Institute и Oxford Net Zero зафиксировал, что хотя всё больше стран и компаний объявляют о цели достичь «чистого ноля», обоснованность этих заявлений остаётся низкой. Поскольку не существует обязательной нормативной базы и механизмов регуляции, принятые на добровольной основе обязательства часто не имеют под собой чёткого плана или не являются выполнимыми. Во многих отраслях, таких как сталелитейная, цементная и химическая, путь к достижению «чистого ноля» с точки зрения технологий остается неясным. Кроме того, каждое государство склонно понимать принцип «честного распределения ответственности» в пользу собственных интересов и переоценивать свой вклад в глобальную цель по сдерживанию роста общемировой температуры.
Чтобы обязательства не остались пустыми обещаниями, каждому субъекту необходимо чётко сформулировать масштаб своих обязательств, их адекватность и этичность, а также разработать такие планы, которые бы устанавливали конкретные промежуточные цели, а также учитывали бы период и после достижения «чистого ноля». Согласно расчётам МЭА, развитые страны должны уже до 2030 года минимум на 40 % снизить эмиссии парниковых газов и достичь нулевых выбросов раньше 2050 года, чтобы сделать глобальную цель выполнимой.

## Критика
Климатологи Джеймс Дайк, Боб Уотсон и Вольфганг Кнорр утверждают, что концепция «чистого нуля» пагубно влияет на общее сокращение выбросов. Это связано с тем, что она позволяет субъектам избегать снижения эмиссий в настоящем, полагаясь на технологические решения будущего (такие как секвестрация углерода, геоинженерия и т. д.), ещё не имеющие под собой достаточной научной базы.
Цепора Берман, председатель Договора о нераспространении ископаемого топлива, уверена, что идея «чистого ноля» ошибочна и основывается на плохих научных данных. С ней согласен экономист Марк Ли, который заявляет, что постановка задач в рамках «чистого ноля» позволяет субъектам вести бизнес привычными методами, откладывая реальные шаги по достижению реальных нулевых выбросов. По мнению Ли, решением климатического кризиса является планомерное сворачивание производства ископаемого топлива и инвестирование в устойчивые решения, возобновляемые источники энергии и т. д.
«Чистый ноль» нередко критикуют за потенциальное противоречие целям устойчивого развития, поскольку оплаченные одними сторонами углеродные квоты и компенсационные проекты при реализации могут навредить другим локальным экосистемам и сообществам.